# 1 halerz czechosłowacki (1991)
1 halerz (cz. 1 haléř, słow. 1 halier) – czechosłowacka moneta o nominale 1 halerza bita w latach 1991–1992 wycofana z obiegu po rozpadzie kraju w 1993 roku.

## Wzór
Zasadniczą część awersu zajmował herb Czeskiej i Słowackiej Republiki Federacyjnej – w polu czwórdzielnym naprzemiennie ułożony czeski koronowany lew o podwójnym ogonie oraz słowackie trójwzgórze z krzyżem patriarszym. Powyżej zapisano skrót nazwy kraju („ČSFR”), u dołu zaś rok bicia. Po obu stronach tarczy herbowej wolne miejsce wypełniono lipowymi gałązkami. Oznaczenie projektanta Miroslava Rónaia – inicjał „R” – zamieszczono poniżej daty. 
Rewers monety przedstawiał duży, zapisany arabską cyfrą nominał otoczony wieńcem gałązek lipowych, które u dołu przewiązane były wstęgą.

## Nakład
Moneta według projektu z 1991 roku stanowiła dalszą modyfikację halerza z roku 1953. Zmiana wzoru awersu spowodowana była odejściem od socjalistycznej nomenklatury i symboliki. Zarządzeniem Banku Państwowego z dnia 14 lutego 1991 r. przewidziano, że nowe monety będą posiadały te same parametry fizyczne co wcześniejszy wariant, z uwzględnieniem jednak m.in. nowego herbu państwowego. Tym samym zastosowanie miały wytyczne zawarte w zarządzeniu Ministra Finansów z 30 maja 1953 r. – jednohalerzowe monety bito z krążków o gładkim rancie, grubości 1–1,2 i średnicy 16 mm. Wytwarzano je z aluminium, choć dokładny stop nie został zdefiniowany w żadnym akcie prawnym (według jednej z wersji był to stop Al96,65Mg3Mn0,35). Każda z monet ważyła zaledwie 0,5 g. Autorem całkowicie nowego awersu był Miroslav Rónai. Nigdy nie podano natomiast autora wzoru rewersu, choć wskazuje się, że pierwotny projekt powstał w Związku Radzieckim. W porównaniu po wzoru z roku 1953 usunięto pięcioramienną gwiazdę znajdującą się w górnej części monety.
W 1991 roku monety o nominale 1 halerza w praktyce nie występowały już w obiegu, a ostatnia rzeczywista emisja odbyła się w roku 1963. Niemniej z przyczyn formalnych moneta ta pozostawała w obiegu i jako taka została objęta nowymi przepisami po aksamitnej rewolucji. Nowa moneta jednohalerzowa oficjalnie została wyemitowana wraz z pozostałymi nominałami, 1 kwietnia 1991 roku, jednak cały jej nakład z lat 1991 i 1992 wyniósł zaledwie 105 tys. sztuk i został rozprowadzony w formie zestawów kolekcjonerskich. Bite w mennicy w Kremnicy monety pozostawały oficjalnymi środkami płatniczymi niewiele ponad dwa lata – po rozpadzie Czechosłowacji zostały zdemonetyzowane odrębnie w Czechach (30 kwietnia 1993) i na Słowacji (31 lipca 1993) wraz z wariantami wzoru z 1953 i 1962 roku.